# Pezohippus
Pezohippus is een geslacht van rechtvleugeligen uit de familie veldsprinkhanen (Acrididae). De wetenschappelijke naam van dit geslacht is voor het eerst geldig gepubliceerd in 1948 door Bey-Bienko.

## Soorten
Het geslacht Pezohippus omvat de volgende soorten:
- Pezohippus biplatus Kang & Mao, 1990
- Pezohippus callosus Uvarov, 1926